# Гашдеу Юлія Богданівна

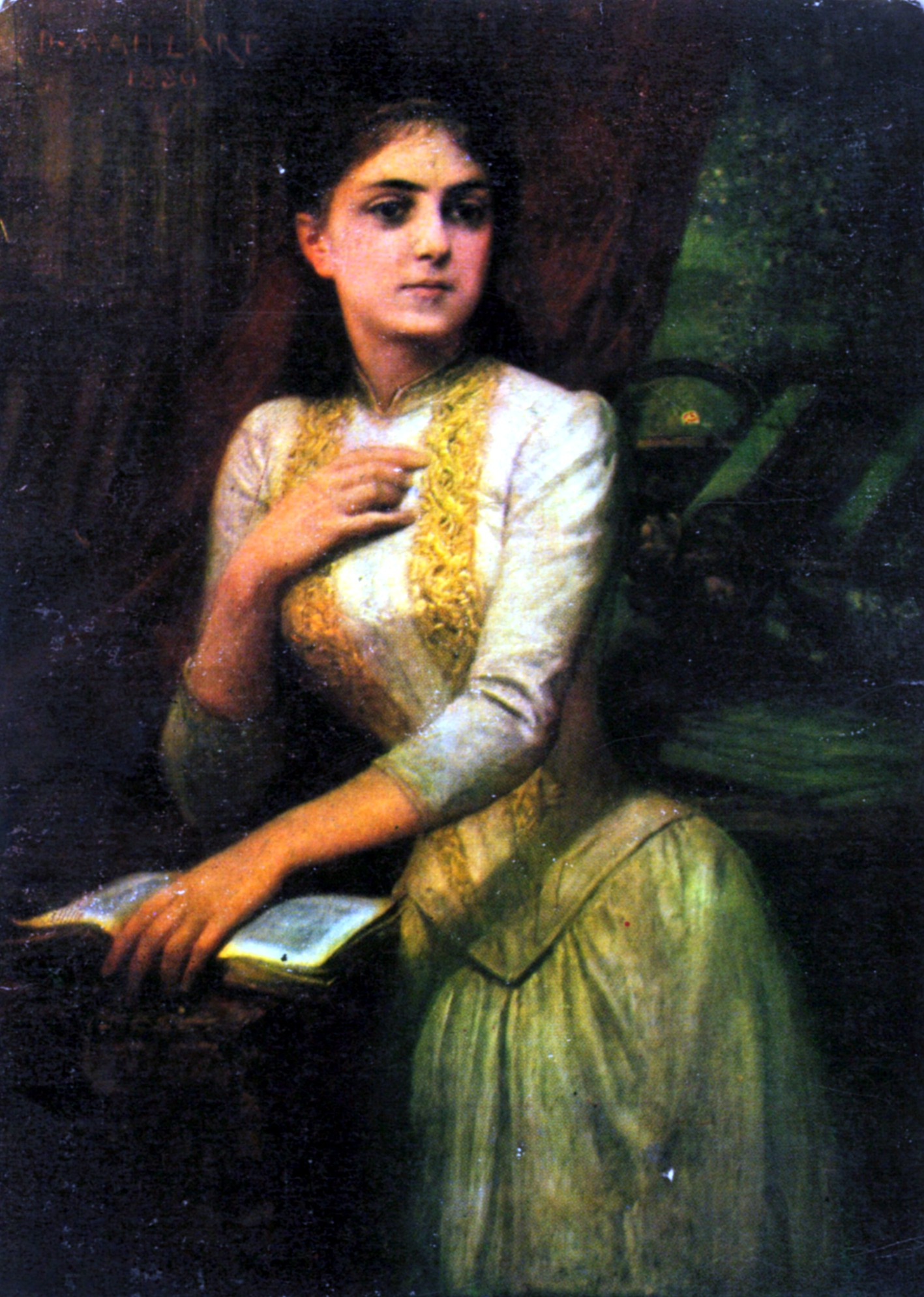
Гашдеу Юлія Богданівна

Гашдеу Юлія Богданівна (нар.2 листопада 1869 — пом. 29 вересня 1888) — румунська поетеса.

## Біографія
Народилася 2 листопада 1869 року в Бухаресті в сім'ї молдавського і румунського письменника, поета, філолога, публіциста, історика Гашдеу Богдан Петричейку, який родом з с. Керстенці, колишнього  Хотинського району Чернівецької області (Україна). Юлія Хашдеу була дуже обдарованою дитиною. Ще до восьми років склала зразу всі екзамени за перші чотири роки початкової школи. В 11 років закінчила Національний Коледж Святого Сави, одночасно відвідуючи курси Бухарестської консерваторії. Після закінчення вирішила продовжити навчання в Парижі, куди і поїхала. Померла у віці 19 років 29 вересня 1888 року від туберкульозу.
Про Юлію Гаждеу матеріали експонуються у музеї «Історія родини Гашдеу» у с. Керстенці Хотинського району Чернівецької області, де оформлені експозиції про відомих людей цього роду: ГАШДЕУ (Hasdeu) Богдан (Тадей) Петричейку; ГИЖДЕУ (Hajdeu) Александру; ГИЖДЕУ (Hajdeu) Болеслав Тадейович; ГИЖДЕУ (Hajdeu) Тадей Іванович.

## Творчість
Писала румунською і французькою мовами. Її перша книга віршів «Bourgeons d'Avril», написана в 1887 році, появилася друком через два роки у книзі «Euvres posthumes» після її смерті.
- Чарівні казки: 123 (Для дошк. і мол. шк. віку) Переклад / Юлія Хашдеу; Кишинів Літ. артістіке 1988.
- Принцеса Метелик: (Казка: Для дошк. і мол. шк. віку) / Юлія Хашдеу; 108, [2] с. кол. мул. 24 см, Кишинів Літ. артістіке 1990.